# 艾弗·诺韦洛

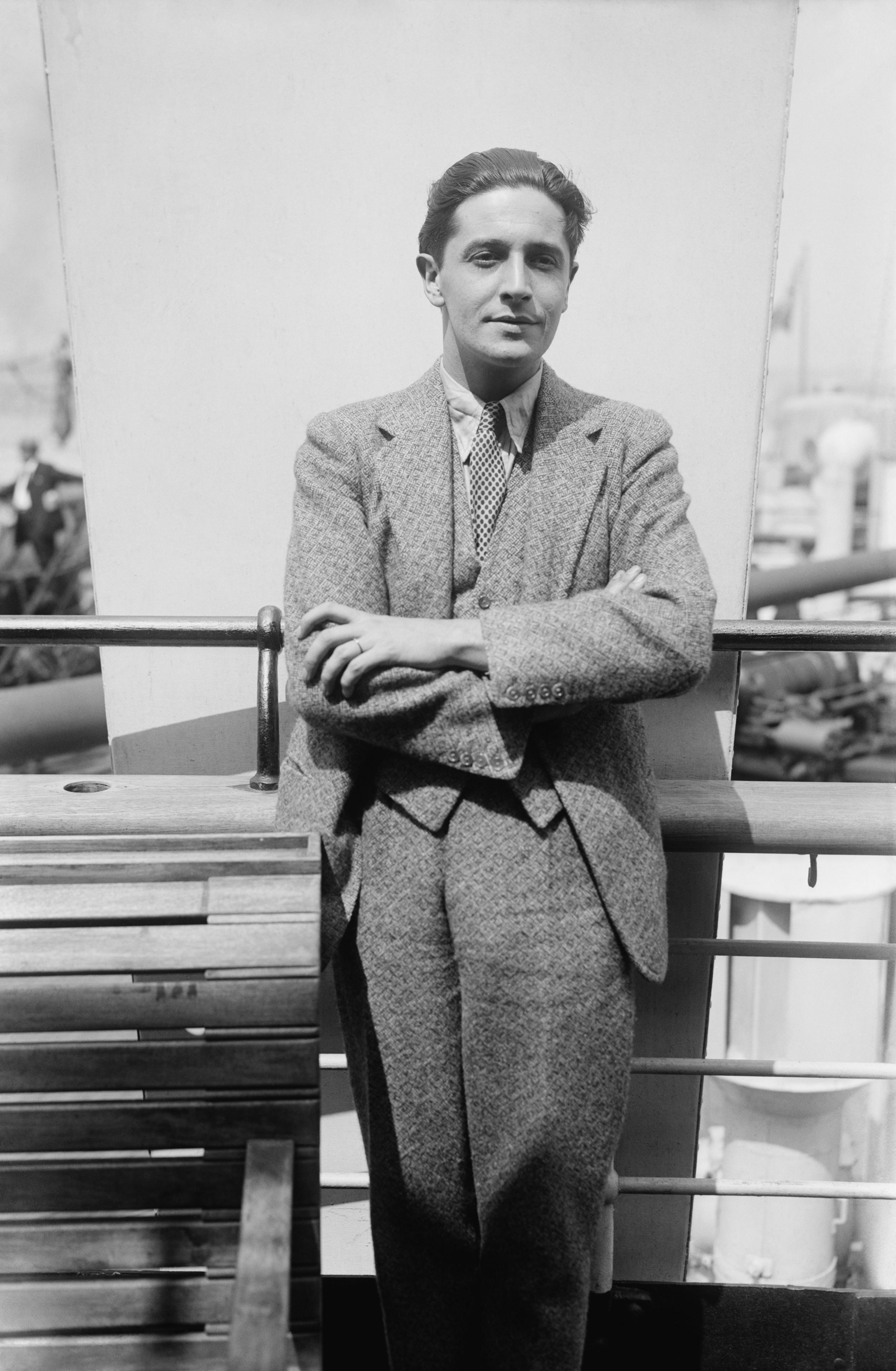
艾弗·诺韦洛

艾弗·诺韦洛 (1893年1月15日 - 1951年3月6日) 是一位威尔士演员、剧作家、歌手和作曲家。
他生于一个音乐世家，他起初就以词曲而出名。20世纪20年代，他转向演艺事业，先是出演英国电影，然后出演音樂劇。1927年，亞弗列·希治閣执导的两部无声电影的主角就是艾弗·诺韦洛。
诺韦洛最終因冠状动脉栓塞突然去世，享年58岁。他的遗体被火化 。1955年，艾弗·诺韦洛奖設立並以他的名字命名。